# Peginterferon alfa-2b
Pegylated interferon alfa-2b, được bán dưới tên thương hiệu PegIntron trong số những loại khác, là một loại thuốc dùng để điều trị viêm gan C và khối u ác tính.  Đối với viêm gan C, nó thường được sử dụng với ribavirin và tỷ lệ chữa khỏi là từ 33 đến 82%. Đối với khối u ác tính, nó được sử dụng ngoài phẫu thuật.  Nó được tiêm bằng cách tiêm dưới da.
Tác dụng phụ là phổ biến. Chúng có thể bao gồm đau đầu, cảm thấy mệt mỏi, thay đổi tâm trạng, khó ngủ, rụng tóc, buồn nôn, đau tại chỗ tiêm và sốt. Tác dụng phụ nghiêm trọng có thể bao gồm rối loạn tâm thần, các vấn đề về gan, cục máu đông, nhiễm trùng hoặc nhịp tim không đều.  Sử dụng với ribavirin không được khuyến cáo trong thai kỳ.  Pegylated interferon alfa-2b thuộc họ thuốc interferon alpha.  Nó được pegylated để bảo vệ các phân tử khỏi sự cố.
Pegylated interferon alfa-2b đã được chấp thuận cho sử dụng y tế tại Hoa Kỳ vào năm 2001. Nó nằm trong Danh sách các loại thuốc thiết yếu của Tổ chức Y tế Thế giới, loại thuốc hiệu quả và an toàn nhất cần có trong hệ thống y tế. Chi phí bán buôn ở các nước đang phát triển là từ 500 đến 4.800 USD trong 12 tuần. Ở Hoa Kỳ, chi phí này khoảng 8.400,00 USD, trong khi ở Vương quốc Anh 12 tuần, NHS tốn khoảng 1595,00 bảng.

## Sử dụng trong y tế
Nó được sử dụng để điều trị viêm gan C và khối u ác tính. Đối với viêm gan C, nó thường được sử dụng với ribavirin. Đối với khối u ác tính, nó được sử dụng ngoài phẫu thuật.
Đối với viêm gan C, nó cũng có thể được sử dụng với boceprevir, telaprevir, simeprevir hoặc sofosbuvir.

### Yếu tố di truyền
Đối với viêm gan C loại 1 được điều trị bằng pegylated interferon-alfa-2a hoặc pegylated interferon-alfa-2b kết hợp với ribavirin, người ta đã chứng minh rằng đa hình di truyền gần gen IL28B của người, mã hóa interferon lambda 3, có liên quan đến sự khác biệt đáng kể trong đáp ứng với sự chữa trị. Phát hiện này, ban đầu được báo cáo trong Tự nhiên, cho thấy bệnh nhân viêm gan C kiểu gen 1 mang một số alen biến thể di truyền gần gen IL28B có nhiều khả năng đạt được đáp ứng virus kéo dài sau khi điều trị hơn những người khác. Một báo cáo sau đó từ Nature  đã chứng minh rằng các biến thể di truyền tương tự cũng có liên quan đến sự thanh thải tự nhiên của virus viêm gan C genotype 1.

## Tác dụng phụ
Các tác dụng phụ thường gặp bao gồm đau đầu, cảm thấy mệt mỏi, thay đổi tâm trạng, khó ngủ, rụng tóc, buồn nôn, đau tại chỗ tiêm và sốt. Tác dụng phụ nghiêm trọng có thể bao gồm rối loạn tâm thần, các vấn đề về gan, cục máu đông, nhiễm trùng hoặc nhịp tim không đều. Sử dụng với ribavirin không được khuyến cáo trong thai kỳ.

## Cơ chế hoạt động
Một trong những cơ chế chính của PEG-interferon alpha-2b sử dụng đường dẫn tín hiệu JAK-STAT. Cơ chế cơ bản hoạt động sao cho PEG-interferon alpha-2b sẽ liên kết với thụ thể của nó, thụ thể interferon-alpha 1 và 2 (IFNAR1 / 2). Khi phối tử liên kết, protein Tyk2 liên kết với IFNAR1 bị phosphoryl hóa, từ đó phosphorylates Jak1 liên kết với IFNAR2. Kinase này tiếp tục truyền tín hiệu của nó bằng cách phosphoryl hóa bộ chuyển tín hiệu và bộ kích hoạt phiên mã (STAT) 1 và 2 thông qua Jak 1 và Tyk2 tương ứng. Các STAT phosphoryl hóa sau đó tách ra khỏi dị vòng thụ thể và tạo thành một yếu tố phiên mã interferon với p48 và IRF9 để tạo thành yếu tố phiên mã kích thích interferon-3 (ISGF3). Yếu tố phiên mã này sau đó chuyển vào nhân, nơi nó sẽ phiên mã một số gen liên quan đến kiểm soát chu kỳ tế bào, biệt hóa tế bào, apoptosis và đáp ứng miễn dịch.
PEG-interferon alpha-2b hoạt động như một cytokine điều hòa miễn dịch đa chức năng bằng cách phiên mã một số gen, bao gồm interleukin 4 (IL4). Cytokine này có nhiệm vụ gây tế bào T helper để trở thành loại 2 helper tế bào T. Điều này cuối cùng dẫn đến việc kích thích các tế bào B sinh sôi nảy nở và tăng sản xuất kháng thể của chúng. Điều này cuối cùng cho phép đáp ứng miễn dịch, vì các tế bào B sẽ giúp báo hiệu hệ thống miễn dịch có kháng nguyên nước ngoài.
Một cơ chế chính khác của loại I interferon alpha (IFNα) là kích thích apoptosis trong các dòng tế bào ác tính. Các nghiên cứu trước đây đã chỉ ra rằng IFNα có thể gây ra sự bắt giữ chu kỳ tế bào trong các dòng tế bào U266, Daudi và Rhek-1.
Một nghiên cứu tiếp theo được nghiên cứu để xác định xem liệu các caspase có liên quan đến quá trình apoptosis được thấy trong nghiên cứu trước đó cũng như để xác định vai trò của việc phát hành cytochrom c ty lạp thể. Nghiên cứu đã xác nhận rằng có sự phân tách caspase-3, -8 và -9. Tất cả ba trong số các protease cystein này đóng một vai trò quan trọng trong việc bắt đầu và kích hoạt các tầng apoptotic. Hơn nữa, người ta đã chứng minh rằng IFNα gây ra sự mất mát trong tiềm năng màng ty thể dẫn đến việc giải phóng cytochrom c từ ty thể. Nghiên cứu tiếp theo hiện đang được tiến hành để xác định các chất kích hoạt ngược dòng của con đường apoptotic được gây ra bởi IFNα.

## Lịch sử
Nó được phát triển bởi Schering-Plough. Merck đã nghiên cứu nó cho khối u ác tính dưới tên thương hiệu Sylatron. Nó đã được phê duyệt cho sử dụng này vào tháng 4 năm 2011.